# 真龍栄太郎
真龍 栄太郎（しんりゅう えいたろう、1894年（明治27年） - 没年不詳）は兵庫県明石郡明石町（現・明石市）出身の大相撲力士。本名は内海栄太郎。大阪相撲で活躍し最高位は大関。

## 略歴
12代小野川（元横綱八陣調五郎）に入門。錦洋 栄太郎と名乗って1917年（大正6年）6月三段目が初見。1921年（大正10年）6月十両となり錦灘と改名。1922年（大正11年）1月入幕。170cm100kgの体格で上突っ張り押しを得意とした。同年5月初日に新横綱宮城山を一気に押し出し金星を上げた。龍神事件後の1923年（大正12年）6月は0勝2敗で休場したが1924年（大正13年）1月小結、5月関脇で真龍と改め9勝1敗で優勝を果たした。1925年（大正14年）1月大関となるも2勝5敗1分2休の不成績に終わり1場所で5月小結に下げられた。1926年（大正15年）1月は関脇で6勝2敗2休の好成績だったが、東西合併のための実力審査の連盟相撲で不成績に終わったことから廃業した。その後郷里に戻ったと伝わるが詳細は不明。
幕内9場所　44勝26敗7分13休　優勝1回